# كين ماكفيرسون
كين ماكفيرسون (بالإنجليزية: Ken McPherson)‏ (25 مارس 1927 في المملكة المتحدة - 5 فبراير 2018) هو لاعب كرة قدم بريطاني في مركز الهجوم. لعب مع سويندون تاون وكوفنتري سيتي ونادي ميدلزبره ونوتس كاونتي ونيوبورت كونتي.